# Псусеннес II
Псусеннес II — останній фараон XXI династії.

## Життєпис
Був сином Пінеджема II, верховного жерця Амона в Фівах та фактичного правителя Верхнього Єгипту, й Ісетемхеб, сестри Пінеджема II. З огляду на родинні зв'язки з фараонами з Танісу у 967 році до н. е. зумів стати фараоном.
На відміну від правління його попередника Сіамона і наступника Шешонка I, період правління Псусеннеса II слабо висвітлений в історичних джерелах. Утім, відомо, що на його час припадає фактичне об'єднання Стародавнього Єгипту.
Головною нині відомою подією, що відбулась за часів правління Псусеннеса II, вважається остаточне перенесення царських мумій фараонів Нового царства до схованки у невикористаній гробниці Аменхотепа I у Дейр ель-Бахрі. Прохід до поховальної шахти було запечатано вже за Шешонка I, і його місцезнаходження було невідомим до 1871 року, коли схованка була розкрита сучасними грабіжниками, а потім археологами.
Незначні письмові джерела часів правління Псусеннеса II обмежуються графіті з храму Сеті I в Абідосі, згадкою в Карнаці й остраконом з Умм ель-Каба. Можливе поховання фараона розташовано у передній кімнаті знаменитої гробниці Псусеннеса I в Танісі. Знайдена у ній антропоморфна труна з мумією та царським уреєм приписуються саме фараону Псусеннесу I, однак точних доказів такого припущення не існує.
До переліку свідчень правління Псусеннеса II можна також віднести мумію 5-го року правління, замотану в полотно з іменем верховного жерця Амона Псусеннесом III, а також запис у жрецьких анналах Карнака, що належить до часів, які настали після смерті фараона Сіамона.
Після смерті Псусеннеса II трон перейшов до вельможі лівійського походження Шешонка I, нащадка командира лівійських найманців Буювави. Імовірно, Шешонк не чинив насильницьких дій з метою усунення Псусеннеса, а дочекався його природної смерті. Щоб забезпечити спадковість XXI династії, що припинилась, і встановленої лівійцями XXII династії, Шешонк навіть одружив свого сина Осоркона I з дочкою Псусеннеса II.
Відома статуя фараона XVIII династії Тутмоса III, на яку надалі було нанесено дві колонки тексту, причому перша згадує ім'я Псусеннеса, а друга — Шешонка.